# りゅうこつ座RT星
りゅうこつ座RT星は、りゅうこつ座に位置する赤色超巨星で、8.2等と9.9等の間を変光する脈動変光星でもある。変光星総合カタログでは407.9日の周期で変光するSRC型の変光星に分類しているが、アメリカ変光星観測者協会ではLC型の変光星に分類している。半径は太陽の約1100倍あり、光度は太陽の約200,000倍あるとされている。